# Associazione Calcio Verona 1938-1939
Questa voce raccoglie le informazioni riguardanti l'Associazione Calcio Verona nelle competizioni ufficiali della stagione 1938-1939.

## Stagione
Il Verona lottò per la promozione in Serie A terminando il campionato di Serie B al quinto posto, a soli tre punti dal secondo posto valevole per la promozione. In Coppa Italia fu subito eliminato dalla Fiorentina. 

## Rosa
| N. |                   | Ruolo | Calciatore        |
| -- | ----------------- | ----- | ----------------- |
|    | Italia (bandiera) | P     | Cesare Casirago   |
|    | Italia (bandiera) | P     | Egidio Micheloni  |
|    | Italia (bandiera) | D     | Giovanni Antolini |
|    | Italia (bandiera) | D     | Luigi Bernardi    |
|    | Italia (bandiera) | D     | Giovanni Felini   |
|    | Italia (bandiera) | D     | Arduino Ferrari   |
|    | Italia (bandiera) | D     | Oreste Godi       |
|    | Italia (bandiera) | D     | Pio Goretta       |
|    | Italia (bandiera) | C     | Orfeo Bellesini   |
|    | Italia (bandiera) | C     | Giacomo Conti     |
|    | Italia (bandiera) | C     | Giannino Facci    |
|    | Italia (bandiera) | C     | Giuseppe Molar    |
|    | Italia (bandiera) | C     | Luigi Procura     |

| N. |                    | Ruolo | Calciatore         |
| -- | ------------------ | ----- | ------------------ |
|    | Italia (bandiera)  | C     | Umberto Romanini   |
|    | Italia (bandiera)  | C     | Carlo Sabadini     |
|    | Italia (bandiera)  | C     | Emilio Zamperini   |
|    | Italia (bandiera)  | A     | Mario Andreis      |
|    | Italia (bandiera)  | A     | Angelo Barbi       |
|    | Italia (bandiera)  | A     | Lino Begnini       |
|    | Italia (bandiera)  | A     | Bruno Biagini      |
|    | Italia (bandiera)  | A     | Giovanni Bianchi   |
|    | Italia (bandiera)  | A     | Antonio Bonesini   |
|    | Italia (bandiera)  | A     | Mario Dalfini      |
|    | Italia (bandiera)  | A     | Giuseppe Di Prisco |
|    | Uruguay (bandiera) | A     | Oliviero Icardi    |

## Risultati

### Serie B

#### Girone di andata
| Arbitro: | Bertoni |

|                         |           |  |
| Kossovel 47’ Sudati 63’ | Marcatori |  |

| Arbitro: | Saracini (Ancona) |

|            |           |  |
| Icardi 76’ | Marcatori |  |

| Arbitro: | Mazzarino |

|                        |           |  |
| Diotalevi Rossetti 85’ | Marcatori |  |

| Verona 9 ottobre 1938 4ª giornata | Verona             | 0 – 0 referto | Anconitana-Bianchi | Stadio Comunale di via Bentegodi\| Arbitro: \| Salvagno (Venezia) \| |
| Arbitro:                          | Salvagno (Venezia) |               |                    |                                                                      |

| Arbitro: | Rosso (Torino) |

|                                                   |           |                                       |
| Svageli 37’ Poggipollini 64’ Boniforti 75’ (rig.) | Marcatori | 13’, 60’ Icardi 89’ (aut.) Bergonzoni |

| Arbitro: | Mattea |

|                                   |           |             |
| Acquarone ?’, 31’, 35’ Bertolo II | Marcatori | 58’ Dalfini |

| Verona 30 ottobre 1938 7ª giornata                | Verona    | 2 – 0 referto | Palermo | Stadio Comunale di via Bentegodi |
| \| \| \| \| \| Icardi 65’, 80’ \| Marcatori \| \| |           |               |         |                                  |
|                                                   |           |               |         |                                  |
| Icardi 65’, 80’                                   | Marcatori |               |         |                                  |

| Arbitro: | Limido (Milano) |

|             |           |  |
| Dalfini 62’ | Marcatori |  |

| Arbitro: | Mazzarini (Roma) |

|  |           |           |
|  | Marcatori | 24’ Conti |

| Arbitro: | Conticini (Firenze) |

|                      |           |  |
| Conti 10’ Icardi 21’ | Marcatori |  |

| Arbitro: | Soliani (Genova) |

|              |           |             |
| Di Prisco 9’ | Marcatori | 64’ Veratti |

| Arbitro: | Rizzo |

|            |           |             |
| Ciferri 5’ | Marcatori | 74’ Dalfini |

| Arbitro: | Mantovani (Ferrara) |

|           |           |  |
| Rossi 64’ | Marcatori |  |

| Verona 8 gennaio 1939 14ª giornata | Verona          | 0 – 0 referto | Fanfulla | Stadio Comunale di via Bentegodi\| Arbitro: \| Viarengo (Asti) \| |
| Arbitro:                           | Viarengo (Asti) |               |          |                                                                   |

| Arbitro: | Scotto (Savona) |

|                       |           |  |
| Dapas 29’ Bandini 46’ | Marcatori |  |

| Arbitro: | Leoni (Milano) |

|             |           |             |
| Biagini 69’ | Marcatori | 55’ Bussola |

| Arbitro: | Ronzio (Roma) |

|                                   |           |  |
| Menti 28’, 55’ (rig.) Celoria 62’ | Marcatori |  |

#### Girone di ritorno
| Verona 5 febbraio 1939 18ª giornata                                                            | Verona    | 4 – 2 referto            | Vigevano | Stadio Comunale di via Bentegodi |
| \| \| \| \| \| Biagini 10’, 28’ Di Prisco 35’, 72’ \| Marcatori \| 37’ Usselli 78’ Kossovel \| |           |                          |          |                                  |
|                                                                                                |           |                          |          |                                  |
| Biagini 10’, 28’ Di Prisco 35’, 72’                                                            | Marcatori | 37’ Usselli 78’ Kossovel |          |                                  |

| Arbitro: | Forni (Trento) |

|                                |           |  |
| Pietruzzi 39’, 69’ Taverna 79’ | Marcatori |  |

| Arbitro: | Gorini (Milano) |

|                                |           |  |
| Bonesini 3’, 21’ Di Prisco 65’ | Marcatori |  |

| Arbitro: | Mazza (Torre del Greco) |

|            |           |             |
| Varoli 52’ | Marcatori | 29’ Andreis |

| Arbitro: | Ciamberlini (Genova) |

|                           |           |  |
| Di Prisco 13’ Andreis 47’ | Marcatori |  |

| Arbitro: | Goracci (Firenze) |

|                            |           |               |
| Bonesini 23’ Di Prisco 33’ | Marcatori | 84’ Bertolo I |

| Arbitro: | Martelli |

|                                |           |  |
| Pacini 1’, 15’ Ferrara ?’, 43’ | Marcatori |  |

| Arbitro: | Galletti |

|                                |           |                                     |
| Jacovazzo 34’ Cenci 59’ (rig.) | Marcatori | 24’, 37’ Di Prisco 35’, 55’ Andreis |

| Arbitro: | Carminati (Milano) |

|                          |           |  |
| Andreis 40’ Bonesini 59’ | Marcatori |  |

| Bergamo 16 aprile 1939 27ª giornata | Atalanta | 0 – 0 referto | Verona | Stadio Mario Brumana\| Arbitro: \| Bertoni \| |
| Arbitro:                            | Bertoni  |               |        |                                               |

| Arbitro: | Rossi |

|                   |           |  |
| Degli Esposti 51’ | Marcatori |  |

| Arbitro: | Dellerole (Vercelli) |

|               |           |  |
| Di Prisco 67’ | Marcatori |  |

| Arbitro: | Gianni |

|                                                                           |           |  |
| Castellazzi 25’ (aut.) Begnini 47’ Icardi 58’, 62’, 65’, 85’ Bonesini 75’ | Marcatori |  |

| Arbitro: | Tonnetti |

|                         |           |             |
| Cattaneo 7’, 49’ (rig.) | Marcatori | 29’ Biagini |

| Arbitro: | Soliani (Genova) |

|             |           |  |
| Biagini 41’ | Marcatori |  |

| Arbitro: | Gorini (Milano) |

|  |           |                          |
|  | Marcatori | 40’ Bonesini 75’ Biagini |

| Arbitro: | Scotto (Savona) |

|                         |           |  |
| Bonesini 5’ Andreis 74’ | Marcatori |  |

### Coppa Italia
| Arbitro: | Scorzoni (Bologna) |

|                                                  |           |  |
| Grolli 5’ Di Benedetti 50’, ?’ (rig.), ?’ (rig.) | Marcatori |  |

## Statistiche

### Statistiche di squadra
| Competizione | Punti | In casa | In casa | In casa | In casa | In casa | In casa | In trasferta | In trasferta | In trasferta | In trasferta | In trasferta | In trasferta | Totale | Totale | Totale | Totale | Totale | Totale | DR  |
| Competizione | Punti | G       | V       | N       | P       | Gf      | Gs      | G            | V            | N            | P            | Gf           | Gs           | G      | V      | N      | P      | Gf     | Gs     | DR  |
| ------------ | ----- | ------- | ------- | ------- | ------- | ------- | ------- | ------------ | ------------ | ------------ | ------------ | ------------ | ------------ | ------ | ------ | ------ | ------ | ------ | ------ | --- |
| Serie B      | 40    | 17      | 13      | 4       | 0       | 32      | 5       | 17           | 3            | 4            | 10           | 14           | 31           | 34     | 16     | 8      | 10     | 46     | 36     | +10 |
| Coppa Italia | -     | 0       | 0       | 0       | 0       | 0       | 0       | 1            | 0            | 0            | 1            | 0            | 4            | 1      | 0      | 0      | 1      | 0      | 4      | -4  |
| Totale       | 40    | 17      | 13      | 4       | 0       | 32      | 5       | 18           | 3            | 4            | 11           | 14           | 35           | 35     | 16     | 8      | 11     | 46     | 40     | +6  |

### Statistiche dei giocatori
| Giocatore     | Serie B  | Serie B | Coppa Italia | Coppa Italia | Totale   | Totale |
| Giocatore     | Presenze | Reti    | Presenze     | Reti         | Presenze | Reti   |
| ------------- | -------- | ------- | ------------ | ------------ | -------- | ------ |
| M. Andreis    | 25       | 6       | -            | -            | 25       | 6      |
| G. Antolini   | 2        | 0       | -            | -            | 2        | 0      |
| A. Barbi      | 2        | 0       | -            | -            | 2        | 0      |
| L. Begnini    | 22       | 1       | 1            | 0            | 23       | 1      |
| O. Bellesini  | 4        | 0       | -            | -            | 4        | 0      |
| L. Bernardi   | 31       | 0       | -            | -            | 31       | 0      |
| B. Biagini    | 23       | 6       | 1            | 0            | 24       | 6      |
| G. Bianchi    | 10       | 0       | -            | -            | 10       | 0      |
| A. Bonesini   | 24       | 7       | 1            | 0            | 25       | 7      |
| C. Casirago   | 21       | -24     | -            | -            | 21       | -24    |
| G. Conti      | 16       | 2       | -            | -            | 16       | 2      |
| M. Dalfini    | 11       | 3       | -            | -            | 11       | 3      |
| G. Di Prisco  | 21       | 9       | -            | -            | 21       | 9      |
| G. Facci      | 9        | 0       | -            | -            | 9        | 0      |
| G. Felini     | 34       | 0       | 1            | 0            | 35       | 0      |
| A. Ferrari    | 6        | 0       | -            | -            | 6        | 0      |
| O. Godi       | 2        | 0       | -            | -            | 2        | 0      |
| P. Gorretta   | 26       | 0       | 1            | 0            | 27       | 0      |
| O. Icardi     | 18       | 10      | 1            | 0            | 19       | 10     |
| E. Micheloni  | 13       | -12     | 1            | -4           | 14       | -16    |
| G. Molar      | 4        | 0       | 1            | 0            | 5        | 0      |
| L. Procura    | 17       | 0       | 1            | 0            | 18       | 0      |
| U. Romanini   | 12       | 0       | 1            | 0            | 13       | 0      |
| C. Sabadini   | 23       | 0       | -            | -            | 23       | 0      |
| E. Zamperlini | 9        | 0       | 1            | 0            | 10       | 0      |